# 우르바노 오르테가
우르바노 오르테가 콰드로스(스페인어: Urbano Ortega Cuadros, 1961년 12월 22일, 안달루시아 주 베아스 데 세구라 ~)는 줄여서 우르바노(스페인어: Urbano)로 알려진 스페인의 전직 축구 선수로, 현역 시절 미드필더로 활약했다.
라 리가에서 에스파뇰과 바르셀로나 소속으로 (현역 총 18년 중) 16년을 활약하면서, 그는 301번의 경기에 출전해 16골을 기록했다.

## 클럽 경력
우르바노는 하엔 도 베아스 데 세구라 출신이다. 하엔과 에스파뇰을 거쳐 도약한 그는 1982년에 카탈루냐 이웃 바르셀로나로 이적했다. 그는 캄 노우에서 9년을 머물면서 단 2년만 주전으로 활약했고, 대게는 후보 선수였다.
이후, 우르바노는 에스파뇰로 복귀해 2년을 복귀했고, 소속 구단은 1992-93 시즌에 1부 리그에서 강등되었다. 그는 1996년에 평범한 례이다(1년)와 메리다(2년)에서 말년을 보내면서 두 곳에서 각각 1년씩 더 1부 리그에서 뛰었다.
우르바노는 2003년에 감독일을 시작했는데, 전 바르사 동료였던 에스테반 비고를 보좌해 루마니아의 디나모 부쿠레슈티를 비롯해 여러 구단의 직위를 역임했다. 그가 2007-08 시즌 들어 처음으로 지휘한 구단은 세군다 디비시온 B의 바사였다. 그러나, 그는 소속 구단의 강등으로 2008년 6월에 지휘봉을 내려놓았다.
바르셀로나와 비야레알에서 스카우트로 활동하던 우르바노는 또다른 친정 에스파뇰로 2009년 7월에 복귀해 단장을 역임했다.

## 국가대표팀 경력
우르바노는 스페인 성인 국가대표팀 경기에 출전한 적이 없지만, U-21 국가대표팀의 주전이었고, 1980년 하계 올림픽에 참가 했었다.

## 수상
바르셀로나
- 라 리가: 1990–91
- 코파 델 레이: 1982–83, 1987–88, 1989–90
- 수페르코파 데 에스파냐: 1983
- 코파 데 라 리가: 1986
- 유러피언 컵위너스컵: 1988–89